# 30 de septiembre
El 30 de septiembre es el 273.º (ducentésimo septuagésimo tercer) día del año —el 274.º (ducentésimo septuagésimo cuarto) en los años bisiestos— en el calendario gregoriano. Quedan 92 días para finalizar el año.

## Acontecimientos
- 976: En Córdoba, España, el califa Alhakén II fallece por una angina de pecho.[1] Su heredero Hisham II aún era menor de edad, por lo que el visir Al-Mushafi, Almanzor y su madre Subh, conforman un consejo de regencia.
- 1399: en Inglaterra, Enrique IV es proclamado rey.[2]
- 1520: en el Imperio otomano, Solimán I es proclamado sultán.
- 1730: en Japón se registra un terremoto que deja un saldo de 137 000 muertos. (Ver Terremotos anteriores al siglo XX).
- 1744: Francia y España derrotan al Reino de Cerdeña en la Batalla de Madonna dell'Olmo.
- 1781: en el marco de la guerra de Independencia de los Estados Unidos, los franceses derrotan al ejército británico en la batalla de Chesapeake Capes.
- 1791: en el Theater an der Wien de Viena (Austria) se estrena La flauta mágica, la última ópera compuesta por Mozart.
- 1791: en París se disuelve la Asamblea Nacional Constituyente y los parisinos encarcelan a Maximilien Robespierre y a Jerôme Petión.
- 1813: en la batalla de Bárbula (guerra de Independencia de Venezuela), las fuerzas realistas de Domingo de Monteverde son derrotadas por el ejército republicano comandado por Rafael Urdaneta, Luciano D' Elhuyar y Atanasio Girardot, quien muere en dicha batalla.
- 1860: en la villa de Puntarenas (Costa Rica) es fusilado el expresidente y libertador de la República, Juan Rafael Mora Porras.
- 1862: en la guerra civil de Estados Unidos, los confederados vencen en la segunda batalla de Bull Run.
- 1873: fundación del Partido de Almirante Brown, Provincia de Buenos Aires, Argentina
- 1882: en Appleton, Wisconsin, Estados Unidos inicia operaciones la primera central hidroeléctrica de la historia. Fue construida por H. F. Rogers en el río Fox
- 1885: se publica por primera vez Las minas del rey Salomón del escritor británico de aventuras y fábulas, Henry Rider Haggard.
- 1888: en Londres (Inglaterra), Jack el Destripador mata a Elizabeth Stride y Catherine Eddowes (su tercera y cuarta víctima).
- 1895: en África, Francia invade de manera sádica y criminal a Madagascar y la convierte en una colonia.
- 1901: Hubert Cecil Booth patenta la aspiradora.
- 1906: en La Coruña (Galicia, España) se funda la Real Academia Galega.
- 1907: en Chile se crea la Reserva Nacional Malleco, una de las primeras áreas silvestres protegidas de Latinoamérica. En 1903, la Argentina (por iniciativa del perito Francisco P. Moreno) había creado el parque nacional del Sud.

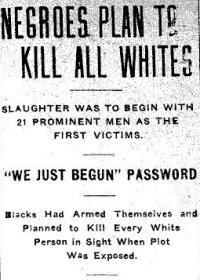
Una noticia publicada en un periódico racista durante la matanza de Elaine que justifica el genocidio contra los negros: «Los negros planean matar a todos los blancos. La masacre estaba planeada que comenzara con el asesinato de 21 hombres prominentes como primeras víctimas».

- 1915: Última publicación de La Gazette, periódico francés fundado el 30 de mayo de 1631
- 1938: la Sociedad de Naciones condena el bombardeo intencionado de civiles.
- 1939: en Francia —en el marco de la Segunda Guerra Mundial—, el general Władysław Sikorski forma un gobierno polaco en el exilio.
- 1939: Gran Bretaña hace sus primeros simulacros de evacuación de civiles.
- 1941: en Babi Yar, barranco ubicado en las afueras de Kiev, los nazis perpetran la matanza de 33 771 judíos entre el 29 y el 30 de septiembre con la complicidad de muchos civiles ucranianos simpatizantes del nazismo.
- 1947: Pakistán ingresa en la Organización de las Naciones Unidas.
- 1960: en Argentina se realiza el quinto censo nacional de población, cuyo resultado arrojará un total de 20 008 945 habitantes.
- 1960: en los Estados Unidos, la serie animada Los Picapiedra hacen su debut en el primetime.
- 1961: en Agramonte (en la provincia cubana de Matanzas), la banda de asesinos dirigida por Evaristo Boitel Beruvides ―en el marco de los ataques terroristas organizados por la CIA― atacan la finca Unión de Fernández, donde asesinan al trabajador Francisco Rodríguez Hernández y hieren a Felipe Alfonso Pérez, vecino del lugar.[3]
- 1965: el genocida general Suharto es derrocado por el Partido Comunista de Indonesia y como represalia, comete un genocidio contra más de un millón de indonesios supuestamente simpatizantes del comunismo.
- 1966: Botsuana se independiza del Imperio británico.
- 1967: en Londres (Inglaterra), la BBC Radio 1 hace sus primeras emisiones.
- 1970: en Argentina se efectúa un nuevo censo nacional de población que arroja un total de 23 364 431 habitantes.
- 1974: en Buenos Aires (Argentina), la DINA chilena asesina a Carlos Prats, quien fuera comandante en jefe del Ejército de Chile durante el gobierno de Salvador Allende.
- 1977: en los Estados Unidos, el programa Apolo tiene que cancelarse, debido a los problemas financieros.
- 1986: en Roma (Italia), el servicio secreto israelí Mossad secuestra al ex técnico nuclear israelí Mordejái Vanunu ―quien reveló al diario británico The Sunday Times que Israel posee bombas atómicas― y lo transporta a Israel. Será juzgado y condenado de manera antiética a 18 años de cárcel por espionaje y traición.
- 1989: en la embajada de Alemania en Praga, el ministro de Asuntos Exteriores de la República Federal Alemana Hans-Dietrich Genscher realiza un discurso desde el balcón.
- 1993: en la ciudad de Latur, en el estado de Majarastra (India), un terremoto mata a 9748 personas.[4]
- 1994: Primer vuelo de un helicóptero de la Fuerza Aérea Argentina integrando la Fuerza de las Naciones Unidas para el Mantenimiento de la Paz en Chipre.
- 1995: inicia oficialmente sus transmisiones en Latinoamérica el canal de series y películas Warner Channel.
- 1997: la ciudad de Alicante (España), sufre las peores inundaciones de su historia tras una lluvia de 270 mm. en pocas horas, que causa 4 muertos. El río Júcar se desbordó en algunas zonas de Valencia.
- 2000: en la Franja de Gaza, el ejército israelí asesina al niño palestino Muhammad al-Durrah.
- 2005: en España, el Parlamento de Cataluña aprueba con 120 votos a favor y 15 en contra, el proyecto de nuevo Estatuto de Autonomía de Cataluña.
- 2005: unas caricaturas de Mahoma publicadas en el diario danés Jyllands-Posten provocan el escándalo en el mundo islámico.
- 2006: la Asamblea Nacional de Serbia adopta la nueva constitución.
- 2009: Terremoto de Sumatra en una escala Richter de 7,6 en donde cuesta la vida a más de 1000 personas.
- 2010: en Ecuador, la Policía Nacional toma las calles en protesta contra el presidente Rafael Correa (esto en realidad fue una excusa para intentar dar un golpe de Estado) generando pánico en el país.
- 2016: en La Plata, Argentina, se cumplen 200 programas de Long Play, programa radial transmitido desde la primera radio universitaria del mundo.
- 2019: en Perú, el presidente Martín Vizcarra disuelve el Congreso de la República tras la negación fáctica de la cuestión de confianza presentada por Salvador del Solar lo que ocasionó muchas protestas populares que dejaron un gran número de heridos y varios muertos a causa de la represión policial.
- 2020: en Colombia se disuelve la empresa Electricaribe, y pasa a ser Afinia.
- 2021: el certificado raíz IdenTrust DST Root CA X3 de Let's Encrypt caduca y como resultado los dispositivos que tienen ese certificado dejan de conectarse a internet.

## Nacimientos
- 1207: Yalal al-Din Muhammad Rumi, poeta y místico persa (f. 1273).

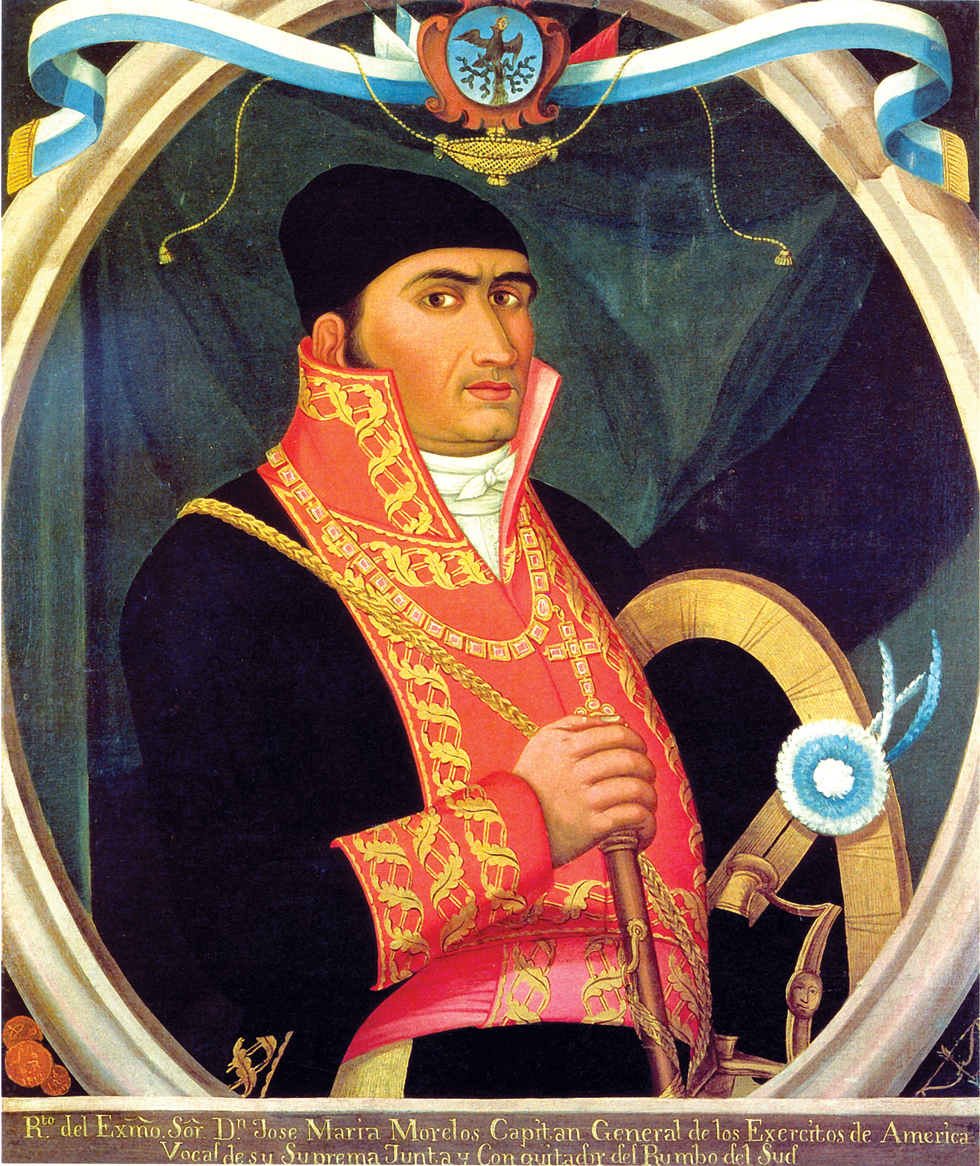
José María Morelos.

- 1227: Nicolás IV, papa italiano (f. 1292).
- 1715: Étienne Bonnot de Condillac, filósofo francés (f. 1780).
- 1732: Jacques Necker, político francés, ministro del rey Luis XVI (f. 1804).
- 1765: José María Morelos, independentista mexicano (f. 1815).
- 1836: Remigio Morales Bermúdez, militar y político peruano (f. 1894).
- 1840: Johan Svendsen, compositor noruego (f. 1911)
- 1852: Charles Villiers Stanford, compositor irlandés (f. 1924)
- 1856: Joseph Reinach, escritor y político francés (f. 1921).
- 1857: Hermann Sudermann, novelista alemán (f. 1928).

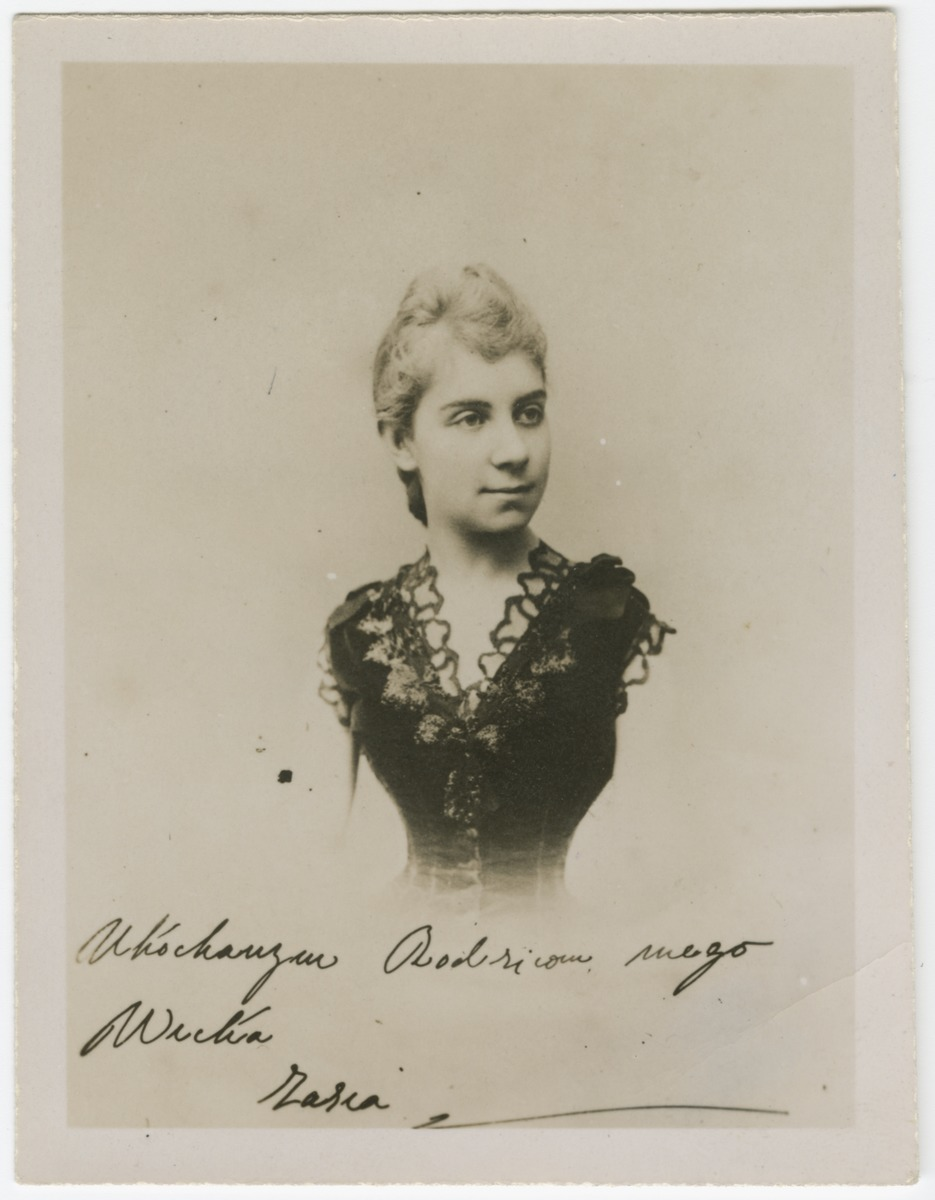
Sofía Casanova.

- 1861: Sofía Casanova, periodista, corresponsal de guerra, poetisa y novelista española (f. 1958), primera española corresponsal permanente en un país extranjero.
- 1868: Dolores de Gortázar, escritora y maestra española (f. 1936).
- 1868: José Serrato, presidente uruguayo (f. 1960).
- 1870: Jean Perrin, físico-químico francés, premio nobel de física en 1926 (f. 1942).
- 1874: Roberto Lewis, pintor panameño (f. 1949).
- 1878: Francisco Lagos Cházaro, abogado y político mexicano (f. 1932).
- 1882: Hans Geiger, físico alemán (f. 1945).
- 1885: Juan M. García, político mexicano (f. 1957).
- 1895: Lewis Milestone, cineasta estadounidense de origen ruso (f. 1980).
- 1896: Iván Petrov, militar soviético (f. 1958)
- 1897: Gaspar Cassadó i Moreu, violonchelista y compositor español (f. 1966).
- 1898: Carlota Grimaldi, princesa monegasca (f. 1977).
- 1900: Joaquín Pardavé, actor, director, cantautor y guionista mexicano (f. 1955).
- 1901: Helia Bravo Hollis, botánica y científica mexicana (f. 2001).
- 1905: Michael Powell, cineasta británico (f. 1990).
- 1907: Nevill Francis Mott, físico británico, premio nobel de física en 1977 (f. 1996).
- 1908: David Óistraj, violinista soviético (f. 1974).
- 1911: Margarita Bravo Hollis, helmintóloga mexicana (f. 2011).
- 1913: Bill Walsh, productor de cine y escritor estadounidense (f. 2007).
- 1914: Llàtzer Escarceller, actor español (f. 2010).
- 1916: Richard Guy, matemático británico  (f. 2020).
- 1917: Park Chung-hee, presidente surcoreano (f. 1979).
- 1917: Buddy Rich, baterista estadounidense (f. 1987).
- 1918: Osvaldo Bonet, actor y director argentino (f. 2013).
- 1918: Lewis Nixon, militar estadounidense (f. 1995).
- 1920: Rafael Montesinos, poeta español (f. 2005).
- 1920: Aldo Parisot, músico estadounidense.

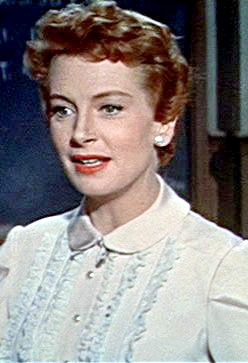
Deborah Kerr.

- 1921: Deborah Kerr, actriz británico-escocesa (f. 2007).
- 1921: Pedro Knight, trompetista cubano (f. 2007).
- 1922: El Indio Naborí (Jesús Orta Ruiz), poeta cubano.
- 1922: Alan Stretton, general australiano.
- 1923: Arturo Rivera, arzobispo salvadoreño (f. 1994).
- 1924: Truman Capote, escritor estadounidense (f. 1984).
- 1925: Félix Luna, escritor, historiador y político argentino (f. 2009).
- 1926: Robin Roberts, beisbolista estadounidense (f. 2010).
- 1927: W. S. Merwin, poeta estadounidense (f. 2019).
- 1928: Elie Wiesel, escritor rumano, premio nobel de la paz en 1986 (f. 2016).

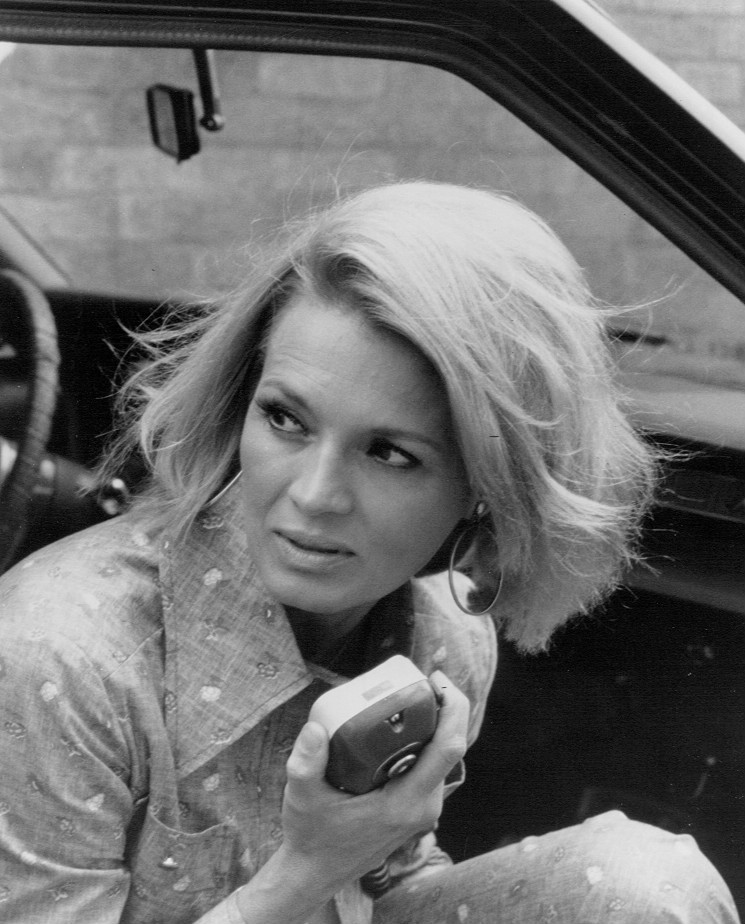
Angie Dickinson en la serie La mujer policía (1974).

- 1931: Angie Dickinson (Angeline Brown), actriz estadounidense de cine y televisión (La mujer policía).
- 1932: Shintarō Ishihara, político japonés (f. 2022).
- 1934: Udo Jürgens, cantante austríaco (f. 2014).
- 1934: Anna Kashfi, actriz británico-galesa (f. 2015).
- 1935: Johnny Mathis, cantante estadounidense.
- 1937: Gary Hocking, piloto de motociclismo y automovilismo de Rodesia del Sur (f. 1962).
- 1937: Pepe Novoa, actor argentino.
- 1937: Valentín Silvestrov, pianista y compositor ucraniano.
- 1939: Jean-Marie Lehn, químico francés.
- 1941: Paul Bremer, diplomático estadounidense.
- 1941: Reine Wisell, piloto sueco de automovilismo (f. 2022).
- 1942: Frankie Lymon, cantante y compositor afroestadounidense, de la banda The Teenagers (f. 1968).
- 1943: Johann Deisenhofer, químico alemán.
- 1944: Sascha Alexander, director y productor alemán de cine pornográfico (f. 2016).
- 1944: János Rolla, director de orquesta y violinista húngaro.
- 1945: El Negro Álvarez (Carlos Alberto Álvarez), actor y humorista argentino.
- 1945: José Manuel Fuente, ciclista español (f. 1996).
- 1945: Susan Herbert, ilustradora y pintora británica (f. 2014)
- 1945: Ehud Ólmert, primer ministro israelí.
- 1946: Héctor Lavoe, cantante puertorriqueño de salsa (f. 1993).
- 1946: Jochen Mass, piloto de automovilismo alemán.
- 1947: Dave Arneson, diseñador estadounidense de juegos (f. 2009).
- 1947: Marc Bolan, cantante británico, de la banda T. Rex (f. 1977).
- 1948: Raúl Reyes, guerrillero colombiano, miembro del secretariado de las FARC (f. 2008).
- 1950: Laura Esquivel, escritora mexicana.
- 1950: Mariano García Remón, futbolista español.
- 1950: Jorge Luis Ochoa, narcotraficante, empresario, ganadero y asesino colombiano, fundador del Cartel de Medellín.
- 1950: Renato Zero, músico italiano.
- 1951: Barry Marshall, fisiólogo australiano.
- 1952: José Massaroli, historietista argentino.
- 1954: Basia Trzetrzelewska, cantante polaca.
- 1954: Barry Williams, actor estadounidense.
- 1956: Manuela Picó, pintora española.
- 1957: Fran Drescher, actriz estadounidense (La niñera).
- 1959: Miguel Barbosa Huerta, político mexicano (f. 2022), gobernador de Puebla entre 2019 y 2022.

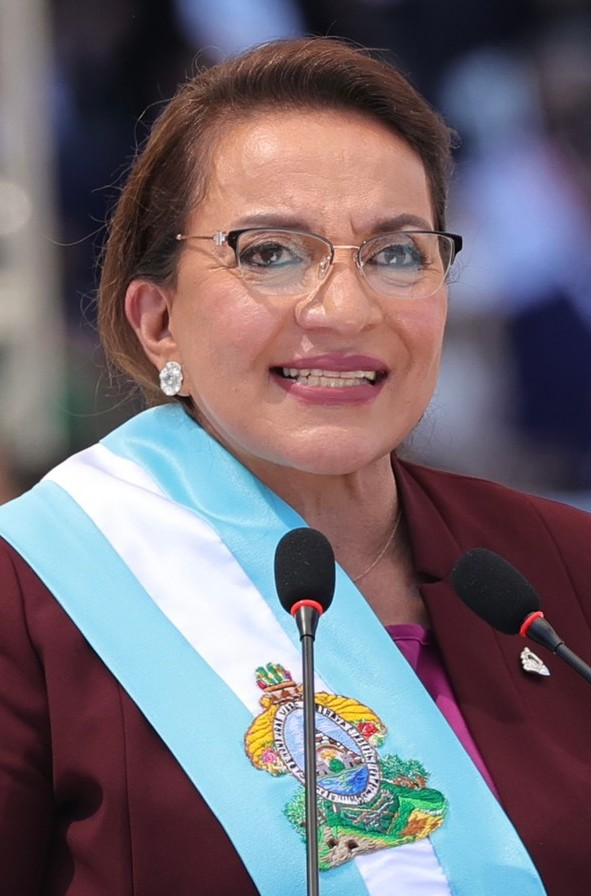
Xiomara Castro

- 1959: Xiomara Castro, política de izquierda y empresaria hondureña, primera dama de Honduras entre 2006 y 2009 (como esposa del presidente José Manuel Zelaya) y presidenta de Honduras desde 2022.
- 1959: Pablo Estramín, cantante uruguayo (f. 2007).
- 1959: Daniel Morón, futbolista argentino nacionalizado chileno.
- 1959: Francisco Javier Toledo, futbolista hondureño (f. 2006).
- 1961: Eric van de Poele, piloto de automovilismo belga.
- 1961: Eric Stoltz, actor estadounidense.
- 1962: Frank Rijkaard, jugador y entrenador de fútbol neerlandés.
- 1963: Irma Soriano, presentadora de televisión española.

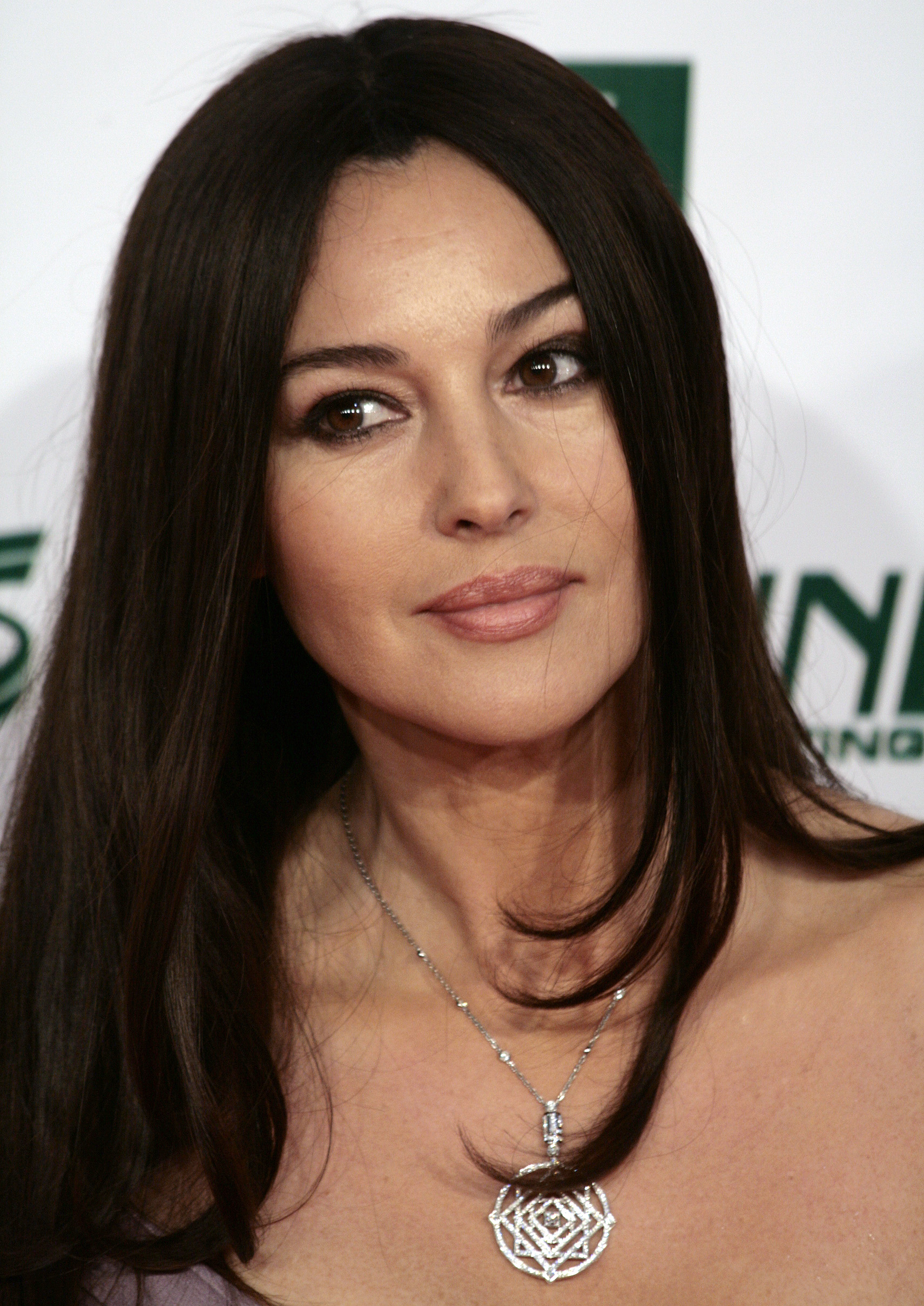
Monica Bellucci.

- 1964: Monica Bellucci, actriz italiana.
- 1964: Susana Zabaleta, soprano y actriz mexicana.
- 1966: Tina Kotek, política estadounidense, gobernadora de Oregón desde 2023.
- 1967: Víctor Maldonado, sociólogo y político chileno.
- 1968: Mariana Prommel, actriz y conductora argentina (f. 2021).
- 1970: Tony Hale, actor y comediante estadounidense.
- 1970: Lorena Meritano, actriz argentina.
- 1970: Pilar Ovalle Vergara, escultora chilena.
- 1971: Jenna Elfman, actriz estadounidense.
- 1971: Ricardo Gaitán, productor y cantautor panameño.
- 1972: Ari Behn, escritor danés-noruego (f. 2019).
- 1974: Jorgelina Aruzzi, actriz argentina.
- 1974: Daniel Wu, actor, director y productor chino-estadounidense.

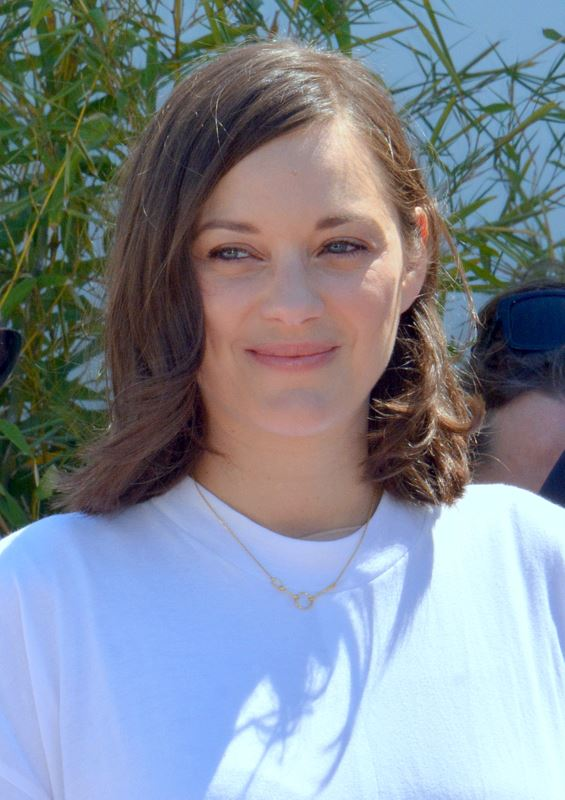
Marion Cotillard.

- 1975: Marion Cotillard, actriz francesa.
- 1975: Glenn Fredly, cantante indonesio (f. 2020).
- 1975: Carlos Guillén, beisbolista venezolano.
- 1976: Ernesto Munro López, político mexicano.
- 1977: Roy Carroll, futbolista norirlandés.
- 1977: Martín Romagnoli, futbolista argentino.
- 1978: Juan Magán, cantante y DJ español.
- 1978: Candice Michelle, modelo y luchadora profesional estadounidense.
- 1979: Andy van der Meyde, futbolista neerlandés.
- 1979: Fito (José Adolfo Macías Villamar), narcotraficante ecuatoriano.
- 1980: Martina Hingis, tenista eslovaco-suiza.
- 1980: Arisa Ogasawara, actriz y actriz de doblaje japonesa.
- 1982: Lacey Chabert, actriz estadounidense.
- 1982: Kieran Culkin, actor estadounidense.
- 1982: Michelle Marsh, modelo británico.
- 1982: Teal Redmann, actriz estadounidense.
- 1983: Carolina Crespita Rodríguez, boxeadora chilena
- 1984: Keisha Buchanan, cantante británica, de la banda Sugababes.
- 1984: Juan Pablo Caffa, futbolista argentino.
- 1984: T-Pain, cantante estadounidense de rhythm and blues.
- 1985: Francisco Elizalde, cantante mexicano.
- 1985: Katrina Law, actriz estadounidense.
- 1985: Cristian Rodríguez, futbolista uruguayo.
- 1986: Olivier Giroud, futbolista francés.
- 1987: Joo Won, actor surcoreano.
- 1988: Brays Efe, actor español.
- 1992: Ezra Miller, actor y músico estadounidense.
- 1993: Badr Banoun, futbolista marroquí.
- 1994: Aliyá Mustáfina, gimnasta artística.
- 1996: Miriam Rodríguez, cantante y actriz española.
- 1997: Yana Kudriávtseva, gimnasta rítmica rusa.
- 1997: Andrew Stopera, deportista estadounidense.
- 1997: Max Verstappen, piloto neerlandés de automovilismo.
- 1998: Balabay Ağayev, judoka azerbaiyano.
- 1998: Tyree Appleby, baloncestista estadounidense.
- 1998: Aljami Durham, baloncestista estadounidense.
- 1998: Christián Herc, futbolista eslovaco.
- 1998: Jerome Ngom Mbekeli, futbolista camerunés.
- 1998: Narve Gilje Nordås, atleta noruego.
- 1998: Nate Reuvers, baloncestista estadounidense.
- 1998: David Virgili Fernández, futbolista español.
- 2002: Levi Miller, actor y modelo australiano.
- 2002: Maddie Ziegler, bailarina y actriz estadounidense.
- 2005: Tadeáš Hájovský, futbolista eslovaco.

## Fallecimientos

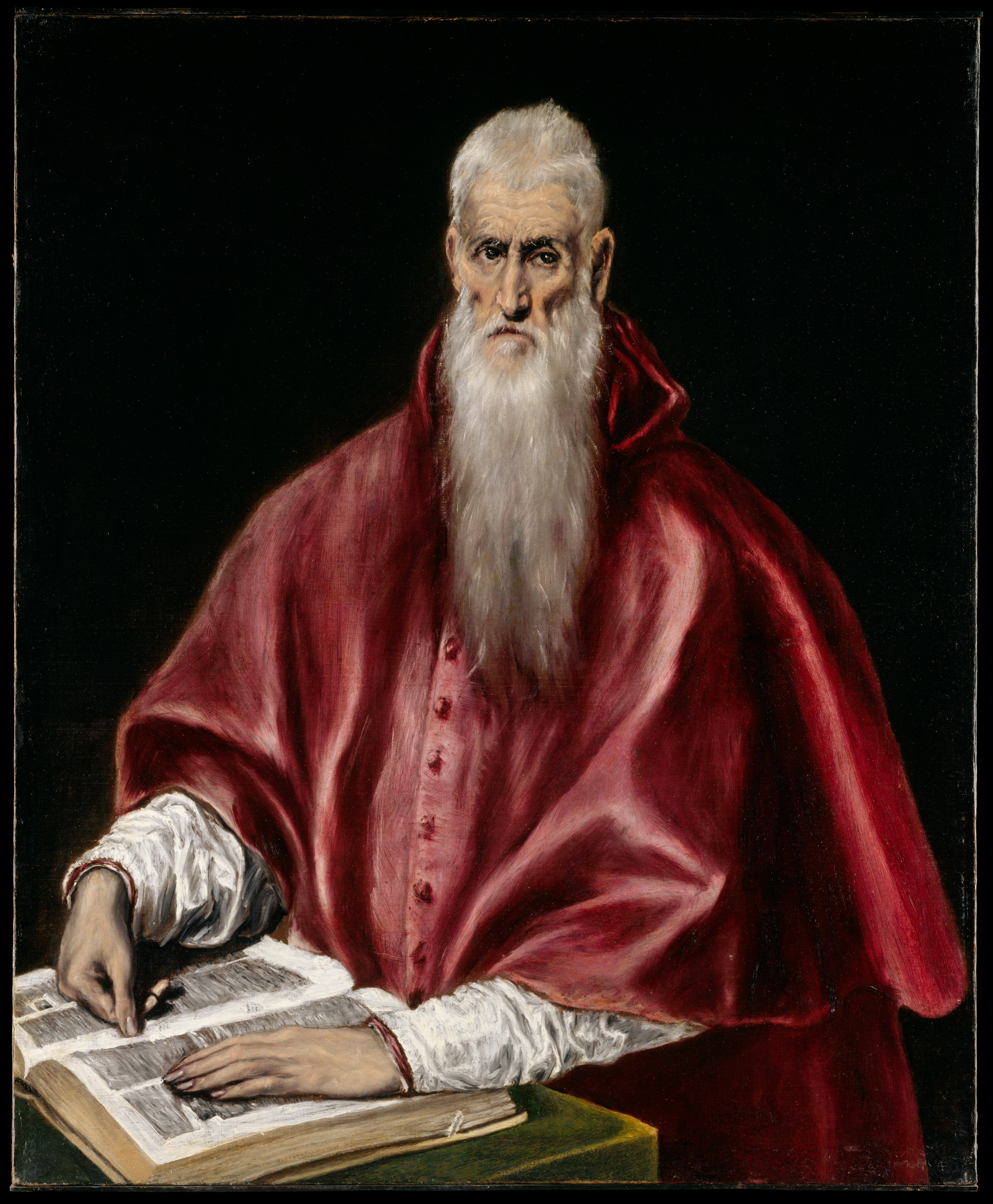
San Jerónimo

- 420: Jerónimo de Estridón, monje y traductor croata o esloveno (n. 340), tradujo la Biblia del hebreo y del griego al latín; considerado por el catolicismo como «santo» y «padre de la Iglesia».
- 653: Honorio de Canterbury, arzobispo romano (n. siglo VI).
- 1101: Anselmo IV de Bovisio, arzobispo italiano.
- 1246: Yaroslav II de Nóvgorod, príncipe ruso (n. 1191).
- 1440: Reginald Grey, soldado y político inglés.
- 1551: Ōuchi Yoshitaka, militar japonés.
- 1560: Melchor Cano, teólogo español (n. 1509).
- 1572: Francisco de Borja, sacerdote jesuita (n. 1510).
- 1581: Hubert Languet, diplomático y reformista francés.
- 1612: Federico Barocci, pintor italiano (n. 1535).
- 1626: Nurhaci, jefe manchuriano (n. 1559).
- 1628: Fulke Grevilly, poeta británico.
- 1770: Thomas Robinson, noble y político británico (n. 1738).
- 1770: George Whitefield, líder metodista británico (n. 1714).
- 1772: James Brindley, ingeniero británico.
- 1813: Atanasio Girardot, militar colombiano (n. 1791).
- 1827: Wilhelm Müller, poeta alemán (n. 1794).
- 1860: Juan Rafael Mora Porras, político y presidente costarricense (n. 1814).
- 1863: Constantin Wilhelm Lambert Gloger, ornitólogo alemán (n. 1803).
- 1891: Georges Boulanger, general y político francés (n. 1837).
- 1897: santa Teresita del Niño Jesús (Teresa de Lisieux o María Francisca Teresa Martín), monja católica «carmelita descalza» francesa (n. 1873), canonizada en 1925 por el papa Pío XI.
- 1898: Laureano Fuentes Matons, violinista, director de orquesta y compositor clásico cubano (n. 1825).
- 1922: Jean-Baptiste Ernest Lacombe, arquitecto francés (n. 1854).
- 1932: Francisco Carvajal, político mexicano, presidente interino en 1914 (n. 1870).
- 1936: Álvaro López Núñez, periodista español (n. 1865).
- 1942: Hans-Joachim Marseille, piloto alemán de combate (n. 1919).
- 1943: Franz Oppenheimer, sociólogo y economista político alemán (n. 1864).

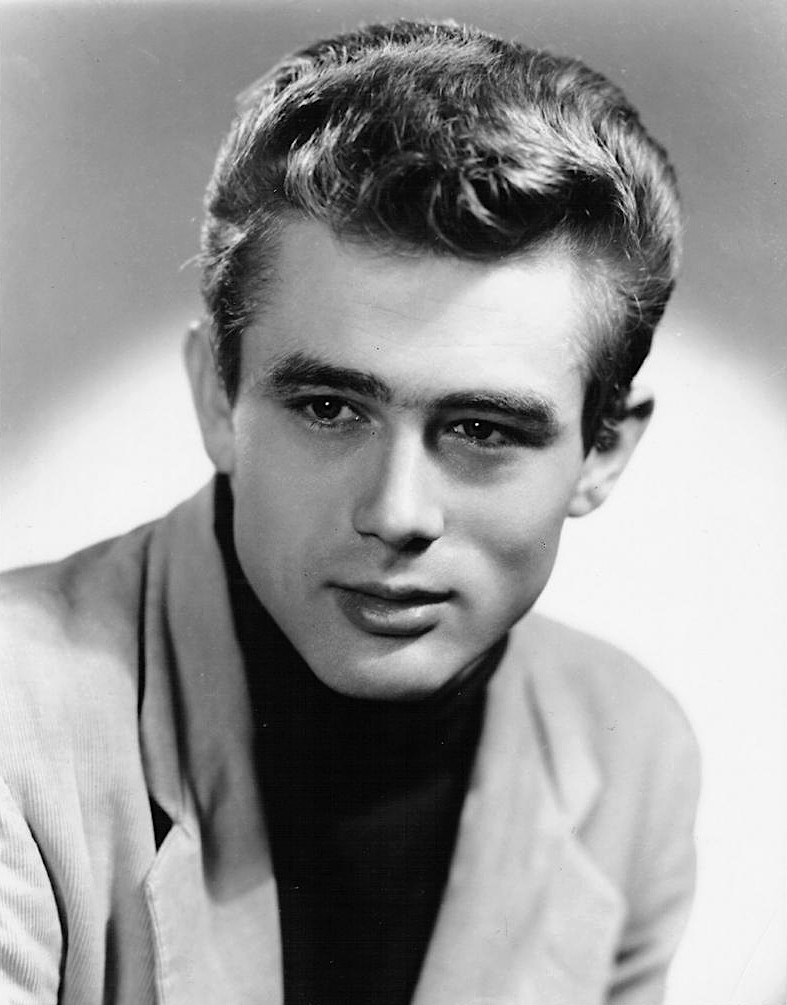
James Dean.

- 1955: James Dean, actor estadounidense (n. 1931).
- 1960: St John Philby, arabista, oficial de inteligencia y escritor británico (n. 1885).
- 1963: Joaquín Benjumea, político español (n. 1878).
- 1973: Peter Pitseolak, fotógrafo checo.
- 1977: Mary Ford, cantante estadounidense (n. 1924).
- 1978: Edgar Bergen, actor estadounidense (n. 1903).
- 1981: Mirtha Reid, actriz uruguaya (n. 1918).
- 1984: Eulogio Martínez, futbolista paraguayo (n. 1935).
- 1984: Anna Świrszczyńska, poeta polaca (n. 1909).
- 1985: Charles Richter, sismólogo estadounidense (n. 1900).
- 1985: Rodrigo de Santiago, músico español (n. 1907).
- 1985: Simone Signoret, actriz francesa (n. 1921).
- 1987: Alfred Bester, escritor estadounidense de ciencia ficción (n. 1913).
- 1987: Óscar Quiñones, pintor y escultor peruano (n. 1919).
- 1990: Patrick White, escritor australiano, premio nobel de literatura en 1973 (n. 1912).
- 1992: Ambrós, dibujante español de historietas (n. 1913).
- 1994: André Lwoff (92), biólogo y médico francés de origen ruso-polaco (n. 1902), premio nobel de medicina en 1965.
- 1994: Roberto Eduardo Viola (69), general, dictador («presidente de facto» entre 1978 y 1981), delincuente común y criminal argentino (n. 1924), condenado a 17 años de prisión como autor de 86 secuestros, 11 actos de tortura y 3 robos.
- 2000: Rubén Luis Di Palma, piloto de automovilismo argentino (n. 1944).
- 2004: Michael Relph, productor y cineasta británico.
- 2007: Milan Jelić, presidente serbio entre 2006 y 2007 (n. 1956).
- 2007: Evel Knievel, acróbata estadounidense (n. 1938).
- 2007: Joe Mitty, empresario británico, fundador de Oxfam (n. 1919).
- 2009: Raúl Alfredo Magaña, futbolista y entrenador salvadoreño (n. 1940).
- 2009: Victor Van Schil, ciclista belga (n. 1939).
- 2010: Joseph Sobran, periodista y escritor estadounidense (n. 1946).
- 2010: Joan Triadú, escritor y crítico literario español (n. 1921).
- 2011: Anwar al-Awlaki, clérigo musulmán y activista (n. 1971).
- 2011: Adria Santana, actriz cubana (n. 1948).
- 2012: Barry Commoner, biólogo y político estadounidense (n. 1917).
- 2012: Autran Dourado, escritor brasileño (n. 1926).
- 2012: Elena Musmanno, científica y nutricionista argentina (n. 1908).
- 2012: Ponychoche (José Luis Villarreal), músico mexicano (n. 1957), baterista del grupo Bronco.
- 2012: Barbara Ann Scott, patinadora canadiense, medallista olímpica (n. 1928).
- 2012: Boris Šprem, político croata (n. 1956).
- 2013: Rangel Valchanov, actor y cineasta búlgaro (n. 1928).
- 2014: Martin Lewis Perl, ingeniero químico y físico estadounidense, premio nobel de física en 1995 (n. 1927).
- 2014: María Rodríguez, cantante venezolana (n. 1924).
- 2014: Xu Lizhi, poeta chino (n. 1990).
- 2016: Ted Benoit, historietista y novelista gráfico francés (n. 1947).
- 2016: Guillermo Gómez Martínez-Conde, abogado y político español (n. 1928).
- 2017: Frank Alan Hamblen II, baloncestista y entrenador estadounidense (n. 1947).
- 2017: Vladímir Aleksándrovich Voyevodski, matemático y topólogo ruso nacionalizado estadounidense (n. 1966).
- 2018: Carlos Ángel López, futbolista argentino (n. 1952).
- 2018: Sonia Orbuch, partisana judía, escritora y conferenciante polaca (n. 1925).
- 2018: Walter Zeev Laqueur, historiador y politólogo estadounidense (n. 1921).
- 2018: Antonio Barbosa Alves, ciclista portugués (n. 1931).
- 2019: Kornel Morawiecki, político polaco (n. 1941).
- 2019: Jessye Norman, cantante soprano estadounidense (n. 1945).

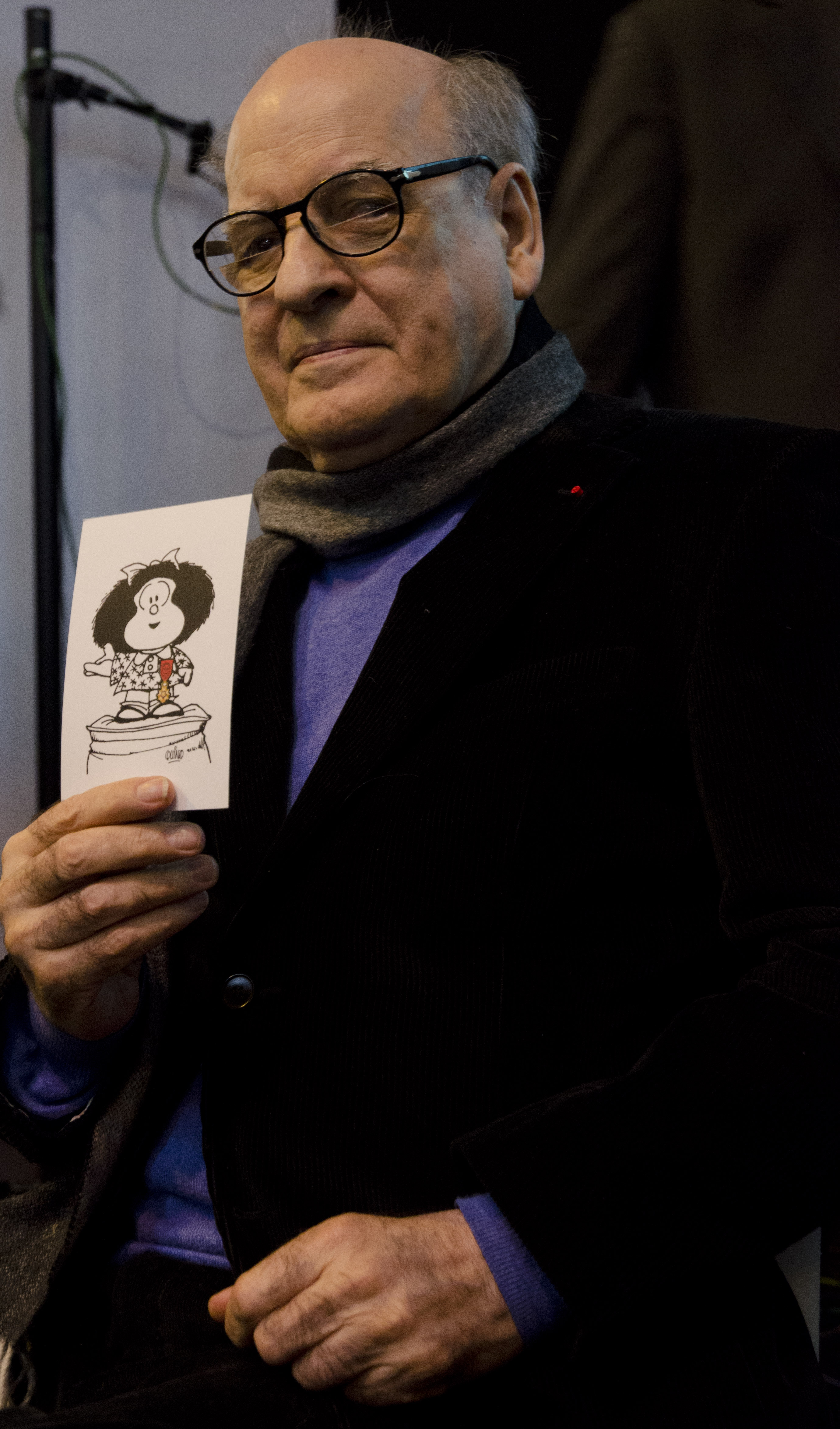
Quino.

- 2020: Quino (Joaquín Lavado), humorista gráfico e historietista argentino (n. 1932), autor de Mafalda.
- 2021: José Pérez-Francés, ciclista español (n. 1936).
- 2024: Dikembe Mutombo, baloncestista congoleño-estadounidense (n. 1966).[5]

## Celebraciones
- Día Internacional de la Traducción.[6]Establecido el 24 de mayo de 2017 por la Asamblea General de la Organización de las Naciones Unidas.
- Día Internacional del Derecho a la Blasfemia.
- Día Internacional de Concienciación con la Distrofia Muscular de Cintura.[7]
- Día de la Secretaría.
- Día Internacional del Pódcast.[8]

 Por países
(Por orden alfabético)
- Argentina:
  - Día Nacional del Guardabosque.[9]En honor a los primeros trabajadores y en función de la Ley Nacional 12.103, a través de la cual se crea la primera estructura orgánica e institucional de control y protección ambiental, cuyos integrantes reciben el nombre de guardabosques.
    -  Entre Ríos: 
      - Día del Jubilado Provincial.[10]

    -  Misiones: 
      - Aniversario de Gobernador López.[11]Fundación: 30 de septiembre de 1938 (86 años).
      - Aniversario de Bernardo de Irigoyen,  la ciudad más oriental de Argentina. Conocido como Día del Pueblo de Bernardo de Irigoyen.[12]
Desde 2025 se celebra el 30 de septiembre, fecha en la que se estableció la primera comisión de fomento. Antes se festejaba el 11 de julio.

- Botsuana:
  - Día de Botsuana.

- Canadá:
  - Día Nacional de la Verdad y la Reconciliación.
(en inglés: National Day for Truth and Reconciliation).
  - Día de la Camisa Naranja. Se conmemora y rinde homenaje a los niños indígenas de Canadá que fueron separados de sus familias y enviados a escuelas residenciales en el siglo XIX.

- Cuba:
  - Día del Pediatra.[13]Se celebra cada 30 de septiembre —desde el año 2008—, en ocasión del natalicio del profesor Ángel Arturo Aballí Arellano (1880-1952), considerado el padre de esta especialidad en la isla.

- Estados Unidos:
  - Día Nacional de los Trucos para Mascotas.
(en inglés: Pet Tricks Day).
  - Día Nacional del Chicle.
(en inglés: Chewing Gum Day).

- Georgia
  -  Abjasia: Día de la liberación de la República de Abjasia.[14]

- Honduras:
  - Día Nacional del Autismo.[15]Según decreto 39-2019, con el objetivo de concientizar a la población sobre el Autismo/Trastorno del Espectro Autista.

- Polonia:
  - Día del Muchacho.

- Santo Tomé y Príncipe:
  - Día de la Reforma Agraria (Nacionalización).

- Venezuela:
  - Día de las Secretarias.

### Santoral católico

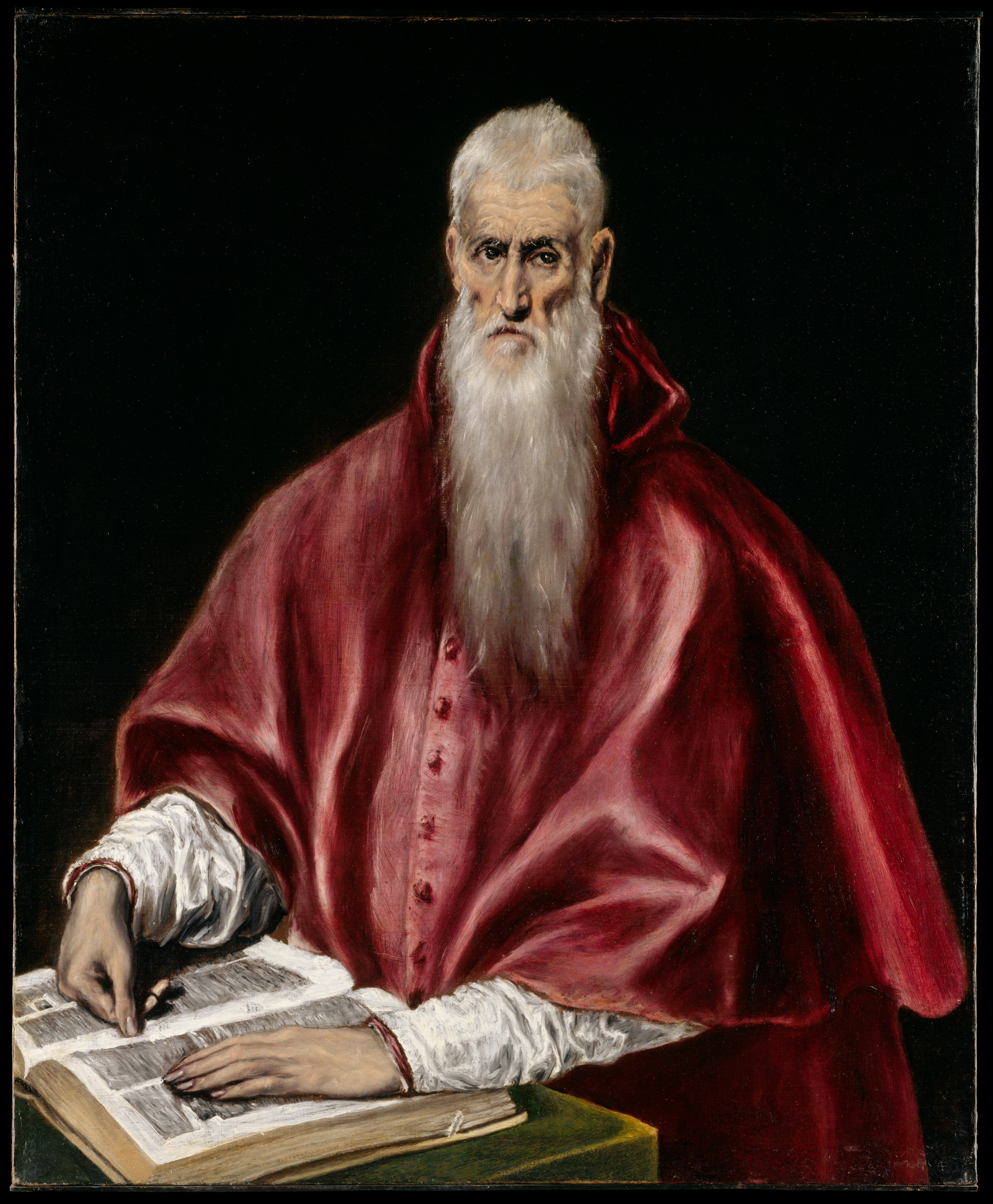
San Jerónimo, por El Greco, 1609.
(Museo Metropolitano de Arte de Nueva York)

- San Jerónimo, presbítero y doctor de la Iglesia, traductor de la Biblia y patrón de los traductores, quien falleció en el año 420 en las cercanías de Belén.[16]
- San Antonino de Piacenza, mártir.
- Santos Urso y Víctor de Soleure, mártires (f. 320).
- San Gregorio el Iluminador, eremita y obispo (f. 326).
- Santa Eusebia de Marsella, virgen (f. 497).
- San Honorio de Cantorbery, monje y obispo (f. 653).
- San Simón de Crespy, monje y eremita (f. 1082).
- San Amado de Nusco, obispo (f. 1093).
- San Ismidón de Die, obispo (f. 1115).
- Beata Felicia Meda, abadesa (f. 1444).
- Beato Juan Nicolás Cordier, presbítero y mártir (f. 1794).
- Beato Federico Albert, presbítero y fundador (f. 1876).

 Por países
(Por orden alfabético)
- España:
  - Albornos (Ávila): Fiesta patronal en honor de San Jerónimo.
  - Barriomartín (Soria): Fiesta patronal en honor de San Jerónimo.
  - Benferri (Alicante): Fiesta patronal en honor de San Jerónimo.
  - Benirredrá (Valencia): Fiesta en honor de San Francisco de Borja.
  - Burjasot (Valencia): Fiesta en honor de la Virgen de la Cabeza.
  - Cerezal de Sanabria (Zamora): Fiesta patronal en honor de San Jerónimo.
  - Eraul (Yerri, Navarra): Fiesta en honor de la Virgen de la Tos.
  - Fuentes de Cesna (Granada): Fiesta patronal en honor de San Jerónimo.
  - Gandía (Valencia): Fiesta en honor de San Francisco de Borja.
  - Guadalupe (Cáceres): Fiesta patronal en honor de San Jerónimo.
  - Olmedo (Valladolid): Fiesta patronal en honor de San Jerónimo.
  - Salinas de Oro (Navarra): Fiesta patronal en honor de San Jerónimo.
  - San Juan del Molinillo Ávila): Fiesta en honor del Cristo.
  - Viver (Castellón): Fiesta en honor de la Virgen de Gracia.
  - Yebes (Guadalajara): Fiesta patronal en honor de San Jerónimo.